# Naturschutzgebiet Kiesgruben Dörpeder Mark

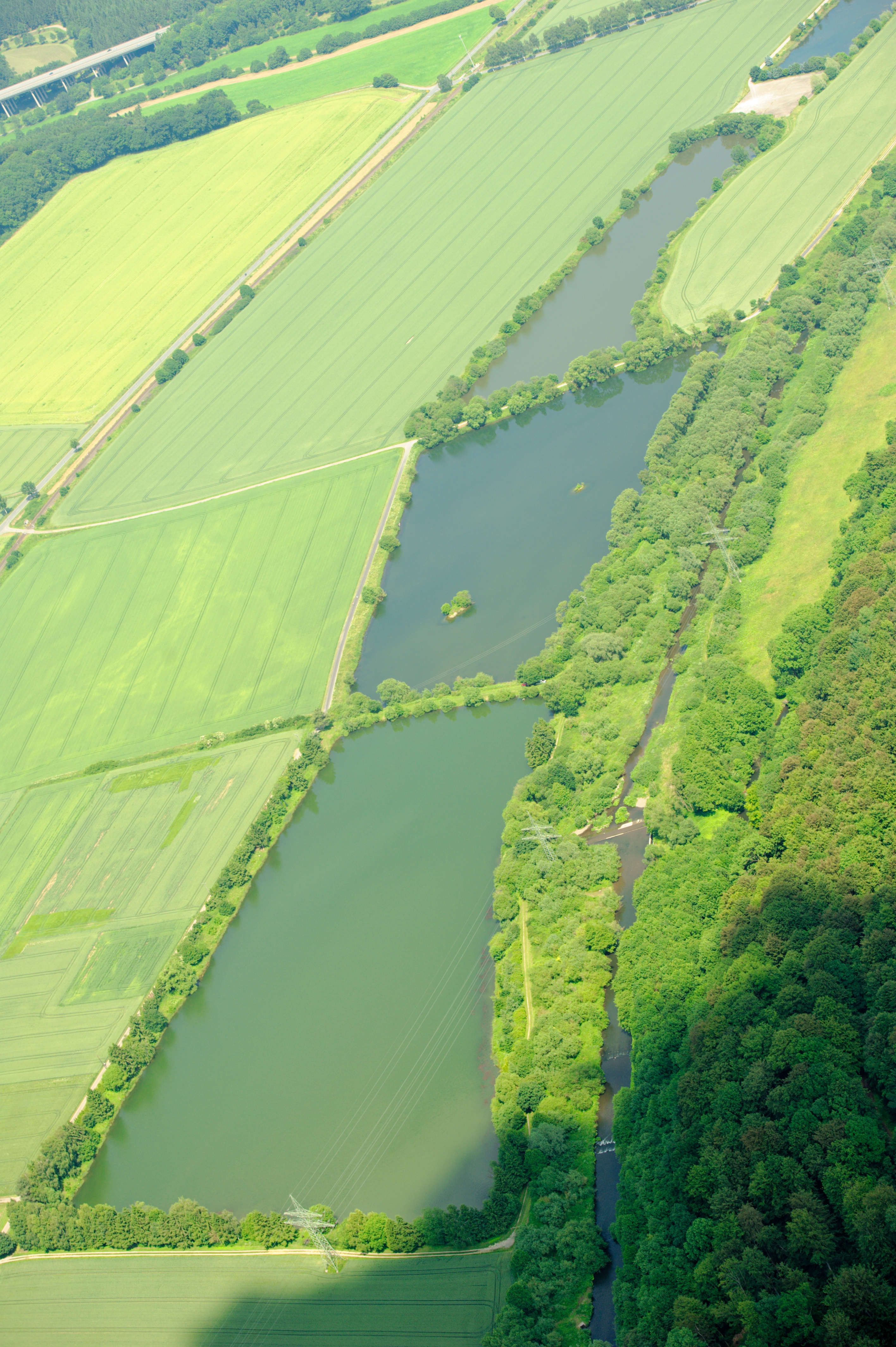
Naturschutzgebiet Kiesgruben Dörpeder Mark von Westen; rechts ist die Diemel zu sehen

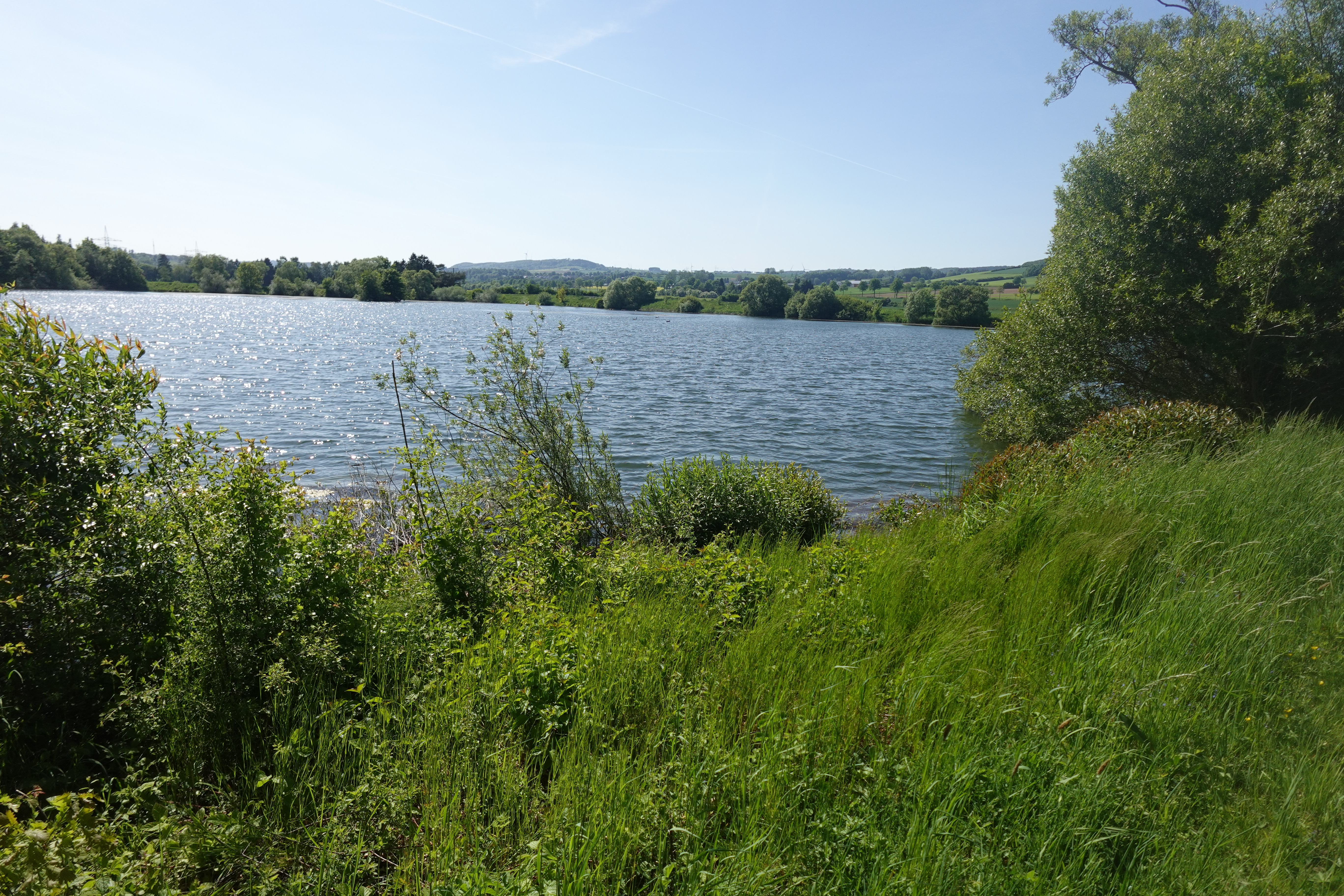
Einer der Teiche im NSG

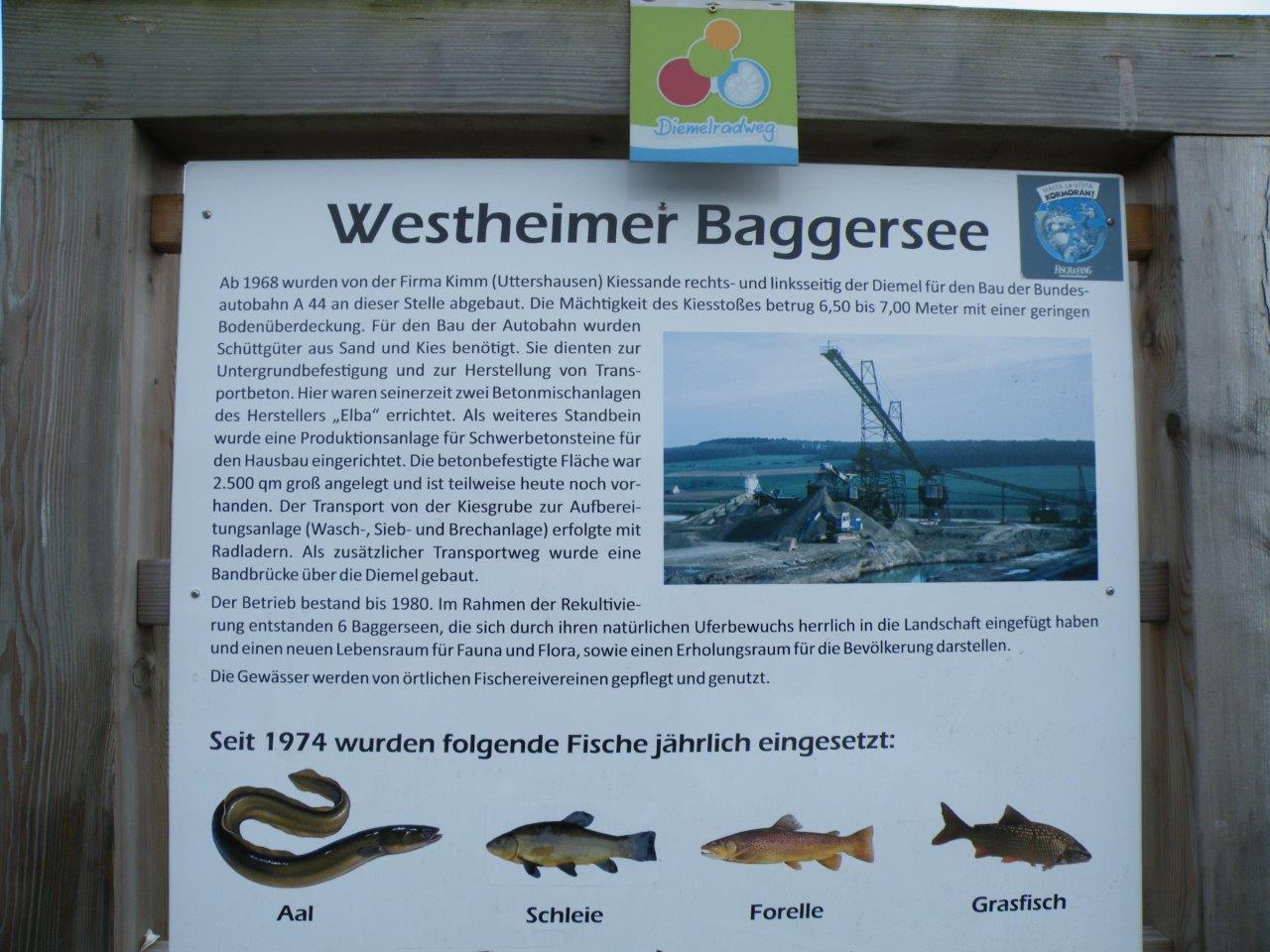
Infoschild

Das Naturschutzgebiet Kiesgruben Dörpeder Mark mit einer Größe von 24,58 ha liegt östlich von Westheim im Stadtgebiet von Marsberg im Hochsauerlandkreis. Das Naturschutzgebiet (NSG) wurde 2008 mit dem Landschaftsplan Marsberg ausgewiesen. In Westfalen gibt es für die Teiche auch die Bezeichnung Westheimer Teiche und in Hessen Billinghäuser Teiche. Bei diesen vier Kiesgruben handelt es sich um die einzigen im Sauerland.

## Angrenzende Gebiete
Die Südseite des NSG bildet die Landesgrenze zu Hessen. In Hessen stehen die angrenzenden Gebiete unter Landschaftsschutz. Auf westfälischer Seite ist das NSG ganz vom Landschaftsschutzgebiet Westheimer Diemeltal umgeben. Teile diese LSG, auch die Bereiche um das NSG, sind mit einer Befristung versehen. Im Regionalplan sind diese Flächen als Gewerbe- und Industriebereiche vorgesehen. Sobald dort Gewerbe- und Industriebereiche ausgewiesen werden wird der Landschaftsschutz aufgehoben.

## Beschreibung
Während des Baus der Bundesautobahn 44 wurden von 1968 sechs Kiesgruben rechts und links der Diemel angelegt. Dabei befinden sich vier auf der linken Seite der Diemel in NRW und zwei auf der linken Seite der Diemel in Hessen. Die Teiche auf der linken Seite der Diemel werden auch Westheimer Teiche genannt und sind das Naturschutzgebiet Kiesgruben Dörpeder Mark. Bis 1980 wurden Kiessande an einer Mächtigkeit von 6,50 bis 7,00 Metern abgebaut. Das NSG umfasst die vier ehemalige Kiesgruben, die Diemel mit angrenzenden Hochstaudenfluren und brachliegendes Magergrünland. Die Teiche haben einen fast rechteckigen Grundriss, ihre Ufer sind steil und von niedrigen Weidenbüschen und Hochstauden bewachsen. Im zweiten Teich von Westen aus liegt eine Insel, die von Wasservögeln zum Brüten genutzt wird. Die Teiche sind als Brut- und vor allem als Rasthabitat für Zugvögel von großer Bedeutung. Insbesondere im Herbst rasten Vogelschwärmen von Wasservögeln. Von einigen Wasservogelarten werden die Teiche auch als Brutbiotope genutzt. Verschiedene Libellenarten sind ebenfalls in Gewässernähe zu finden. Das Magergrünland wird von zahlreichen Schmetterlingen genutzt. Wertbestimmend sind die großen Stillgewässer als Rast- und Brutplatz für zahlreiche Wasservögel und Libellenarten, die Hochstaudenfluren sowie die sich entwickelnden Röhrichtbestände, die zusammen einen wertvollen Biotopkomplex ergeben. Die Teiche werden beangelt. Um die Pflege und Bewirtschaftung der Teiche kümmern sich drei ortsansässige Angelvereine. Die Teiche werden ganzjährig und ganztägig, teils von Boot, beangelt.

## Tier- und Pflanzenarten im NSG
Das Landesamt für Natur, Umwelt und Verbraucherschutz Nordrhein-Westfalen dokumentierte im Schutzgebiet Tierarten wie Alexis-Bläuling, Großer Kohlweißling, 
Haubentaucher, Hufeisen-Azurjungfer, Kanadagans, Kormoran, Plattbauch, Reiherente und Tafelente. 
Das Landesamt dokumentierte im Schutzgebiet Pflanzenarten wie Echter Beinwell, Echtes Mädesüß, Gelbe Gauklerblume, Gelbe Teichrose, Gelber Steinklee, 
Gewöhnliche Pestwurz, Kanadische Wasserpest, Moschus-Malve, Rainfarn, Wiesen-Kerbel, Wiesen-Kümmel, Wiesen-Labkraut. und Wiesen-Storchschnabel.

## Schutzzweck des Naturschutzgebietes
Das NSG wurde ausgewiesen:
- Zur Erhaltung und Optimierung eines anthropogen entstandenen Stillgewässerkomplexes mit randlichen Gebüsch-, Magerrasen- und Hochstaudenfluren;
- Als Brut- und Rastgebiet für Wasservogelarten sowie als Amphibien- und Libellenlebensraum.